# Amatenango de la Frontera
Amatenango de la Frontera es una pequeña localidad del estado mexicano de Chiapas, cabecera del municipio homónimo. 

## Toponimia
El nombre Amatenango proviene del náhuatl y se traduce como "recinto de los amates", en referencia al tradicional papel amate.

## Geografía
La localidad está ubicada en la posición 15°26′2″N 92°7′1″O / 15.43389, -92.11694, a una altitud de 925 m s. n. m.
Según la clasificación climática de Köppen, el clima corresponde al tipo Aw - Tropical seco.

## Demografía
Cuenta con 773 habitantes lo que representa un decrecimiento promedio de -0.11% anual en el período 2010-2020 sobre la base de los 781 habitantes registrados en el censo anterior. Ocupa una superficie de 0.2542 km², lo que determina al año 2020 una densidad de 3041 hab/km².
| Gráfica de evolución demográfica de Amatenango de la Frontera entre 2000 y 2020 |
|                                                                                 |
| Fuente: Instituto Nacional de Estadística Geografía e Informática               |

En el año 2010 estaba clasificada como una localidad de grado medio de vulnerabilidad social.
La población de Amatenango de la Frontera está mayoritariamente alfabetizada (4.14% de personas analfabetas al año 2020) con un grado de escolarización en torno de los 9 años.